# Henri Étiévant
Henri Étiévant (París, 13 de marzo de 1870 - ib., 9 de agosto de 1953) fue un actor y director cinematográfico francés.
Nacido en París, Francia y fallecido en la misma ciudad, su nombre completo era Henri Gaston Étiévan-Estival. A lo largo de su carrera en muchas ocasiones actuó en las películas dirigidas por el mismo.

## Filmografía

### Actor
Como actor y como director en su caso
- 1908 : L'Empreinte ou La main rouge, de Henri Burguet
- 1909 : Le Drame des Charmettes
- 1909 : La Demoiselle de compagnie
- 1909 : Jim Blackwood jockey, de Georges Monca
- 1909 : La Mort du duc d'Enghien en 1804, de Albert Capellani
- 1910 : Résurrection, de André Calmettes y Henri Desfontaines
- 1910 : Polyeucte, de Camille de Morlhon
- 1910 : Le Voile du bonheur, de Albert Capellani
- 1910 : Le Spectre de l'autre
- 1910 : Le Revenant, de Georges Denola
- 1910 : La Vengeance de Louis XIII, de André Calmettes
- 1910 : La Bouteille de lait, de Albert Capellani
- 1910 : Amour de page, de Georges Denola
- 1910 : Affaire d'honneur, de Charles Decroix
- 1910 : Roi d'un jour, de André Calmettes
- 1910 : Le Stigmate, de René Leprince
- 1911 : Une Intrigue à la cour d'Henri VIII, de Camille de Morlhon
- 1911 : Robert Bruce, épisode des guerres de l'indépendance écossaise, de Albert Capellani
- 1911 : Pour l'empereur, de André Calmettes y Henri Pouctal
- 1911 : L'Usurpateur, de André Calmettes y Henri Pouctal
- 1911 : L'Homme au grand manteau, de Georges Denola
- 1911 : Les Mystères de Paris, de Albert Capellani
- 1911 : Le Siège de Calais, de Henri Andréani
- 1911 : Les Aventures de Cyrano de Bergerac, de Albert Capellani
- 1911 : Le Roman d'une pauvre fille, de Gérard Bourgeois
- 1911 : Le Cœur d'Yvonnette, de Maurice Le Forestier
- 1911 : La Pipe d'opium, de René Leprince
- 1911 : Décadence, de André Calmettes y Henri Pouctal
- 1911 : Bonaparte et Pichegru, de Georges Denola
- 1912 : Les Millions de l'orpheline
- 1912 : Le Page, de Henri Desfontaines
- 1912 : La Rose tentatrice
- 1912 : L'Amour plus fort que la haine, de René Leprince
- 1912 : La Mort du duc d'Enghien, de Albert Capellani
- 1912 : La Fièvre de l'or, de René Leprince y Ferdinand Zecca
- 1912 : L'Affaire du collier de la reine, de Camille de Morlhon
- 1912 : La Vengeance de Licinius, de Georges Denola
- 1912 : Quentin Durward, de Adrien Caillard
- 1912 : Méprise fatale, de Gérard Bourgeois
- 1912 : Le Fils prodigue, de Camille de Morlhon
- 1912 : La Porteuse de pain, de Georges Denola
- 1912 : La Résurrection de Nick Winter, de Paul Garbagni
- 1913 : Les Chemins de la destinée
- 1913 : La Fille de Jephté, de Henri Andréani
- 1913 : Les Misérables - Époque 1: Jean Valjean]', de Albert Capellani
- 1913 : Les Misérables - Époque 2: Fantine, de Albert Capellani
- 1913 : Les Misérables - Époque 3: Cosette, de Albert Capellani
- 1913 : Les Misérables - Époque 4: Cosette et Marius, de Albert Capellani
- 1913 : Le Petit Jacques, de Georges Monca
- 1913 : Don Quichotte, de Camille de Morlhon
- 1913 : Le Roman d'un jeune homme pauvre, de Georges Denola
- 1913 : Plus fort que Sherlock Holmes, de Paul Garbagni
- 1913 : L'Absent, de Albert Capellani
- 1913 : La Rançon du justicier, de Henri Étiévant
- 1914 : Leiden eines Doppelgängers, de Henri Étiévant
- 1925 : La Blessure, de Marco de Gastyne
- 1926 : La Fin de Monte-Carlo, de Henri Étiévant y Mario Nalpas
- 1926 : La Châtelaine du Liban, de Marco de Gastyne
- 1931 : La Bande à Bouboule, de Léon Mathot
- 1932 : La Foule hurle, de John Daumery y Howard Hawks
- 1932 : Un coup de téléphone, de Georges Lacombe
- 1935 : Golgotha, de Julien Duvivier
- 1937 : L'Homme du jour, de Julien Duvivier

### Director
Únicamente como director
- 1911 : La Fin d'un joueur
- 1913 : Les Décrets de la providence
- 1913 : La Rançon du justicier
- 1913 : Le Mystère de la rue de Nice
- 1914 : L'Île de la vengeance
- 1914 : Le Rubis de la destinée
- 1914 : Zweite Tür links
- 1914 : Pauline
- 1914 : Weib gegen Weib
- 1914 : Die beiden Rivalen
- 1920 : Neuf
- 1921 : La Fille de Camargue
- 1921 : Crépuscule d’épouvante
- 1921 : Cœur de titi
- 1921 : La Pocharde
- 1922 : La Fille sauvage
- 1923 : La Neige sur les pas
- 1924 : Le Réveil de Maddalone
- 1924 : La Nuit de la revanche
- 1924 : Kithnou
- 1927 : La Sirène des Tropiques
- 1928 : La Symphonie pathétique
- 1929 : Fécondité

## Teatro
- Roule ta bosse, de Jules Mary y Émile Rochard, Teatro del Ambigu-Comique
- 1903 : Le Roman de Françoise, de Louis Leloir, Teatro del Ambigu-Comique
- 1905 : La Grande Famille, de Alexandre Arquillière, Teatro del Ambigu-Comique
- 1909 : Nick Carter Détective, de Alexandre Bisson, Teatro del Ambigu-Comique
- 1910 : Le Train de 8 heures 47, de Georges Courteline, Teatro del Ambigu-Comique
- 1912 : El misterio del cuarto amarillo, de Gaston Leroux, Teatro del Ambigu-Comique
- 1912 : Le Coquelicot, de Jean-Joseph Renaud, Teatro del Ambigu-Comique